# U보트

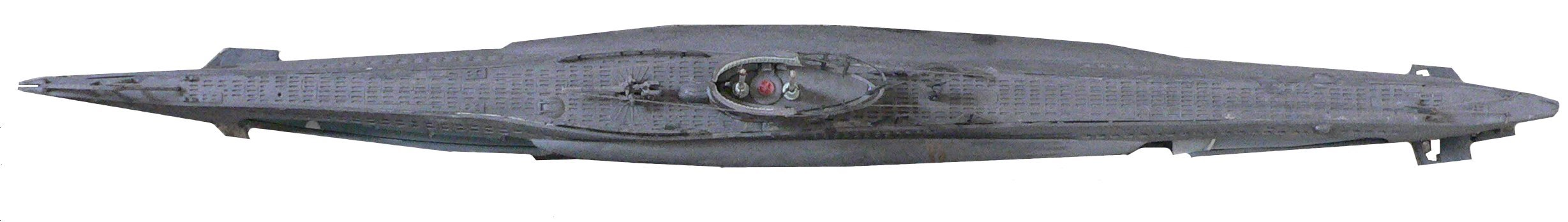
U-47

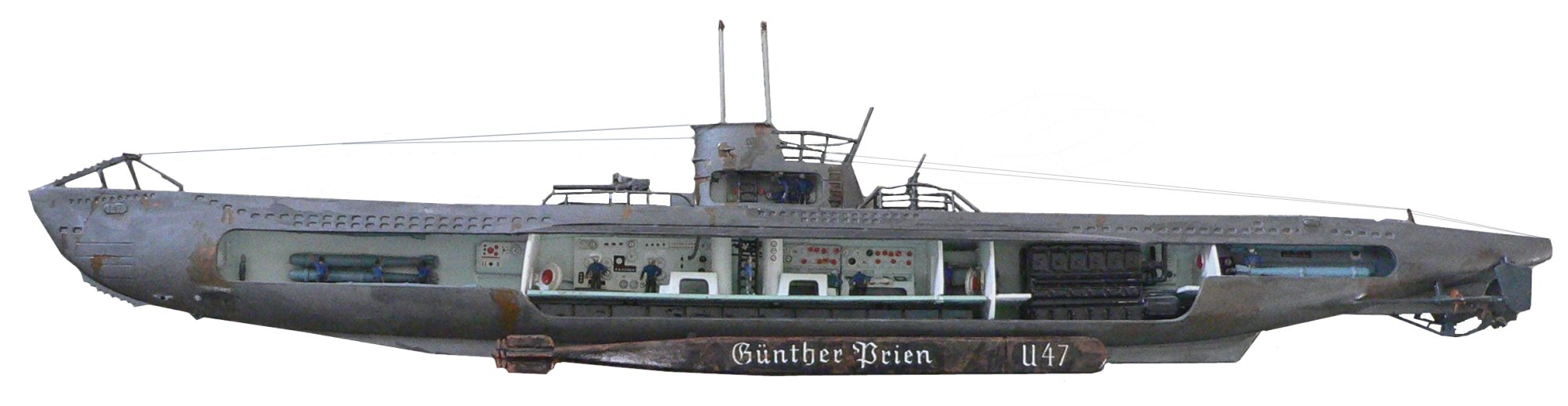
U-47

U보트(영어: U-boat 유보트[*], 독일어: U-Boot 우보트[*])는 제1차 세계 대전과 제2차 세계 대전 당시 독일 해군이 운용한 잠수함으로, 바다 밑의 보트라는 뜻의 “운터제보트(Unterseeboot)”의 약자다. ‘함(schiffe)’이 아닌 ‘정(boot)’으로 지정되어 있다. 19세기 중반에 독일 제국 해군이 개발하였다.
2차 세계대전 당시에는 기술 문제로 인하여, 잠수정지휘관을 역임한 칼 되니츠 제독이 그의 회고록에서 얘기했듯이 “필요한 때에 잠수할 수 있는 배”(가잠함)이란 말이 더 어울렸다. 그렇지만 유보트로 인한 연합군의 피해는 막대했다. 주로 미국에서 영국으로 가는 호송 선단 공격에 투입되었다. 물론 대서양 호송 선단 전투에서 유보트의 피해도 컸으며, 당시 독일 해군이 사용 가능했던 유일하게 믿을 수 있는 전력이 유보트 함대였고 해저의 암살자라는 칭호로도 불려왔다.
2차 세계대전 때 대표적인 유보트 7형을 보면 800t이며 속도 12노트,수중 4노트, 어뢰발사관 전방 4기 후방 1기(어뢰는 14기 탑재)였다. 그 중에 VII C형은 균형 잡힌 성능으로가장 많이 생산되었고 많은 전과를 거두었다.

## 제2차 세계 대전의 U보트
독일은 1919년 베르사유 조약으로 잠수함의 건조가 금지되었으나 나치의 재군비에 따라서 건조를 재개하였다. 두 번의 세계대전을 통해서 1,158척을 건조하여, 연합군의 군함 ·상선 5,150척(총톤수 2157만 726t)을 격침시켰다. 이중에는 전함 ·항공모함 ·구축함도 포함된다. 제1차 세계대전 때는 200∼300t이었으나, 제2차 세계대전 말기에는 1,000t 이상의 것도 출현하였다. 제2차 세계대전 때 주력이었던 U7형은 수상배수량 790t, 속력 17kn, 항속거리 1만 2000km이며, 어뢰발사관 5기를 장비하고 있었다. 1940년 6월 ~ 1943년 5월까지 최고의 전성기였던 시절에는, 연합군 수송전단을 발견하면 단독으로 공격하는 것이 아니라 근해에 있는 유보트에게 연락을 해서 3척~15척이 집단으로 공격한다. 외각에서 공격을 하는 것이 아니라 대잠 방어망을 뚫고 들어가서 중앙에서 연합군 수상함을 공격했다.
유보트 에이스 정장 : 퀸터 프린 (U-47,30척 격침) 요아힘 쉐프케 (U-100,97척) 오토 크레치머(U-99,46척)
연합군 수송 선단의 최고 사령관 : 도널드 매킨타이어 (유보트 7척 격침)
참고 설명:연합군 수송선단은 유보트가 부상하면 탐지 할 수 있는 신형 대수상레이다 탑재
결국 기간 중 753척의 유보트가 침몰당했고(해상에서 적의 공격 및 기타 원인으로 630척, 항구 내에서 기뢰 및 기타 원인으로 123척) 이와는 별도로 전쟁 끝 무렵 해외기지 철수 시 그들 승조원에 의해 자침 또는 폭파 215척, 그리고 종전 시 영국 또는 연합군 측에 빼앗긴 유보트도 무려 153척에 달했다.

### 형식별 제원
| 형식         | 배수량(t)             | 크기(m)                            | 엔진(hp)               | 속도                         | 항속거리 (마일/노트)       | 무장                                          | 승무원  | 심도  | 생산 척수                  |
| ------------ | --------------------- | ---------------------------------- | ---------------------- | ---------------------------- | -------------------------- | --------------------------------------------- | ------- | ----- | -------------------------- |
| I-A          | 수상: 862 수중: 983   | 높이: - 길이: 72.39 선폭: 4.3      | 수상: 3080 수중: 1000  | 수상: 18.6노트 수중: 8.3노트 | 수상: 6700/12 수중: 80/4   | 어뢰: 14발 기뢰: 28개 함포: 105mm 포탄: 150발 | 44~46명 | 200m  | 2척                        |
| II-A         | 수상: 254 수중: 303   | 높이: 8.6 길이: 40.9 선폭: 3.83    | 수상: 700 수중: 360    | 수상: 13노트 수중: 6.9노트   | 수상: 1600/8 수중: 35/4    | 어뢰: 5발 기뢰: 12개 함포: 없음               | 22~24명 | 150m  | 6척                        |
| I-B          | 수상: 279 수중: 328   | 높이: 8.6 길이: 42.7 선폭: 3.9     | 수상: 700 수중: 360    | 수상: 13노트 수중: 7노트     | 수상: 3100/8 수중: 43/4    | 어뢰: 5발 기뢰: 12개 함포: 없음               | 22~24명 | 150m  | 20척                       |
| II C         | 수상: 291 수중: 341   | 높이: 8.4 길이: 43.9 선폭: 3.82    | 수상: 700 수중: 410    | 수상: 12노트 수중: 7노트     | 수상: 3800/8 수중: 42/4    | 어뢰: 5발 기뢰: 12개 함포: 없음               | 22~24명 | 150m  | 8척                        |
| II D         | 수상: 314 수중: 364   | 높이: 8.4 길이: 43.97 선폭: 3.93   | 수상: 700 수중: 410    | 수상: 12.7노트 수중: 7.4노트 | 수상: 5650/8 수중: 56/4    | 어뢰: 5발 기뢰: 12개 함포: 없음               | 22~24명 | 150m  | 16척                       |
| IX           | 수상: 1032 수중: 1152 | 높이: 9.4 길이: 76.6 선폭: 4.7     | 수상: 4400 수중: 1000  | 수상: 18.2노트 수중: 7.7노트 | 수상: 10500/10 수중: 78/4  | 어뢰: 22발 기뢰: 44개 함포: 105mm 포탄: 110발 | 48~56명 | 230m  | 8척                        |
| IX-B         | 수상: 1051 수중: 1178 | 높이: 9.6 길이 : 76.5 선폭: 4.7    | 수상: 4400 수중 : 1000 | 수상: 18.2 수중 : 7.3        | 수상: 12000/10 수중: 64/4  | 어뢰: 22발 기뢰: 44개 함포: 105mm 포탄: 110발 | 48~56명 | 230m  | 14척                       |
| IX-C         | 수상: 1120 수중: 1232 | 높이: 9.4 길이: 76.76 선폭: 4.7    | 수상: 4400 수중: 1000  | 수상: 18.3 수중: 7.3         | 수상: 13450/10 수중: 63/4  | 어뢰: 22발 기뢰: 44개 함포: 105mm 포탄: 110발 | 48~56명 | 230m  | 54척                       |
| IX-C/40      | 수상: 1120 수중: 1232 | 높이: 9.6 길이: 76.76 선폭: 4.67   | 수상: 4400 수중: 1000  | 수상: 19 수중: 7.3           | 수상: 13850/10 수중: 63/4  | 어뢰: 22발 기뢰: 44개 함포: 105mm 포탄: 110발 | 48~56명 | 230m  | 87척                       |
| IX-D         | 수상: 1610 수중: 1799 | 높이: 10.20 길이: 87.58 선폭: 5.35 | 수상: 4400 수중: 1000  | 수상: 20.8 수중: 6.9         | 수상: 12750/10 수중: 115/4 | 어뢰: 24발 기뢰: 48개 함포:105mm 포탄: 150발  | 55~63명 | 230m  | 30척                       |
| IX-D/42      | 수상: 수중:           | 높이: 길이: 선폭:                  | 수상: 수중:            | 수상: 수중:                  | 수상: 수중:                | 어뢰: 발 기뢰: 개 함포:                       | 명      | m     | 21척                       |
| VII-A        | 수상: 626 수중: 745   | 높이: 9.5 길이: 64.51 선폭: 4.37   | 수상: 2310 수중: 750   | 수상: 17 수중: 8             | 수상: 6200/10 수중: 94/4   | 어뢰: 11발 기뢰: 22개 함포: 88mm 포탄: 220발  | 42~46명 | 220m  | 10척                       |
| VII-B        | 수상: 753 수중: 857   | 높이: 9.5 길이: 66.5 선폭: 4.74    | 수상: 3200 수중: 750   | 수상: 17.9 수중: 8.0         | 수상: 8700/10 수중: 90/4   | 어뢰: 14발 기뢰: 26개 함포: 88m 포탄: 220발   | 44~48명 | 220mm | 24척                       |
| VII-C        | 수상: 769 수중: 871   | 높이: 9.6 길이: 67.1 선폭: 4.74    | 수상: 3200 수중: 750   | 수상: 17.7 수중: 7.6         | 수상: 8500/10 수중: 80/4   | 어뢰: 14발 기뢰: 26개 함포: 88mm 포탄: 220발  | 44~52명 | 220m  | 568척                      |
| VII-C/41     | 수상: 769 수중: 871   | 높이: 9.6 길이: 67.1 선폭: 4.74    | 수상: 3200 수중: 750   | 수상: 17.7 수중: 7.6         | 수상: 8500/10 수중: 80/4   | 어뢰: 14발 기뢰: 26개 함포: 88mm 포탄: 220발  | 44~52명 | 250m  | 91척                       |
| VII-C/42     | 수상: 999 수중: 1099  | 높이: 10 길이: 68.7 선폭: 5        | 수상: 4400 수중: 750   | 수상: 18.6 수중: 7.6         | 수상: 12600/10 수중: 80/4  | 어뢰: 16발 기뢰: 26개 함포: 없음              | 44~52명 | 270m  | 164척(계획)                |
| VII-D        | 수상: 965 수중: 1080  | 높이: 9.7 길이: 76.9 선폭: 5.01    | 수상: 3200 수중: 750   | 수상: 16.7 수중: 7.3         | 수상: 11200/10 수중: 69/4  | 어뢰: 14발 기뢰: 15개 함포: 88mm 포탄: 220발  | 46~52명 | 200m  | 6척                        |
| VII-F        | 수상: 1084 수중: 1181 | 높이: 9.6 길이: 77.63 선폭: 4.91   | 수상: 3200 수중: 750   | 수상: 17.6 수중: 7.9         | 수상: 14700/10 수중: 75/4  | 어뢰: 14발 기뢰: 없음 함포: 없음              | 46~52명 | 200m  | 4척                        |
| X-B          | 수상: 1763 수중: 2177 | 높이: 10.2 길이: 89.8 선폭: 4.71   | 수상: 4800 수중: 1100  | 수상: 17.0 수중: 7.0         | 수상: 18450/10 수중: 93/4  | 어뢰: 15발 기뢰: 66개 함포: 105mm 포탄: 200발 | 48~60명 | 220m  | 8척                        |
| XIV (보급함) | 수상: 1668 수중: 1932 | 높이: 11.71 길이: 67.10 선폭: 6.51 | 수상: 3200 수중: 750   | 수상: 14.9 수중: 6.2         | 수상: 12350/10 수중: 55/4  | 무장 없음                                     | 53~60명 | 240m  | 10척                       |
| XXI          | 수상: 1621 수중: 1819 | 높이: 11.3 길이: 76.7 선폭: 6.32   | 수상: 4000 수중: 4400  | 수상: 15.6 수중: 17.2        | 수상: 15500/10 수중: 340/5 | 어뢰: 23발 기뢰: 12개 함포: 없음              | 57~60명 | 280m  | 118척 현대적 잠수함의 시초 |
| XXIII        | 수상: 234 수중: 258   | 높이: 7.7 길이: 34.68 선폭: 3.66   | 수상: 630 수중: 580    | 수상: 9.7 수중: 12.5         | 수상: 2600/8 수중: 194/4   | 어뢰: 2발 기뢰: 없음 함포: 없음               | 14~18명 | 180m  | 60척                       |

### 손실
| 위치 | 원인      | 손실 수 |
| ---- | --------- | ------- |
| 해상 | 적의 공격 | 603척   |
| 해상 | 원인 미상 | 20척    |
| 해상 | 사고      | 7척     |
| 항구 | 적의 공격 | 81척    |
| 항구 | 기타      | 42척    |
| 총계 | 총계      | 753척   |

## 현대의 U보트
- 209급 잠수함
- 214급 잠수함

## 같이 보기
- 유보트 목록
- 카를 되니츠